# Luitpold Haberl
Luitpold Haberl (* 22. Juni 1898 in Dillingen an der Donau; † 1989) war Germanist, Anglist und Gründungsdirektor der Städtischen Sprachschule (später Fremdspracheninstitut der Landeshauptstadt München) und gemeinsam mit dem späteren Münchner Stadtschulrat Anton Fingerle Mitglied der Widerstandsgruppe Freiheitsaktion Bayern.

## Leben
Luitpold Haberl wurde in Dillingen an der Donau als jüngstes Kind des Kgl. Gymnasiallehrers Johann Evangelist Haberl und seiner Ehefrau Maria geboren. Zunächst besuchte Luitpold Haberl die Dillinger Grundschule für Knaben; im Anschluss absolvierte er im Juli 1917 das Humanistische Gymnasium in Dillingen. Als Stipendiat der Stiftung Maximilianeum studierte er Deutsch, Geschichte und Englisch an der Ludwig-Maximilians-Universität München.
Nach Studienabschluss war Haberl bis 1962 als Lehrer an städtischen Schulen in München beschäftigt. Zuletzt hatte Haberl die Position eines Oberstudiendirektors am Städtischen Luisengymnasium München inne.
Während der Zeit des deutschen Nationalsozialismus war Haberl als Ausbilder in einer sogenannten Dolmetscherkompanie der Deutschen Wehrmacht tätig. Nach Ende des Zweiten Weltkrieges war Haberl involviert in den Aufbau der im Auftrag der amerikanischen Besatzungsmacht von Stadtschulrat Anton Fingerle eingerichteten Sprachenschule. Haberl war Gründungsdirektor des Fremdspracheninstitutes der Landeshauptstadt München, in München-Neuhausen. Die Arbeit des Dolmetschers verstand Haberl als die eines Sprachmittlers. Den Geist der Sprachenschule, der damals eine sehr humanistische und berufsethische Note hatte, formulierte Haberl zur Eröffnungsfeier: "Die Sprachenschule solle mithelfen, daß die Studierenden von dem natürlichen Nationalbewußtsein zum Weltgemeinschaftsgeist vorzudringenlernen." (Haberl, 1. März 1947). 1949 beendete Haberl auf eigenen Wunsch die Tätigkeit in der Sprachenschule.
Danach war er unter anderem Gründer der Arbeitsgemeinschaft der Direktorate der bayerischen Höheren Schulen für Mädchen und ab 1962 Leiter des Referats „Bildung und Forschung“ im Bayerischen Philologenverband. Mit dem Klassischen Philologen Ludwig Englert führte er einen ausführlichen Briefverkehr, in welchen er sich gegen die Änderungen der Aufnahme an den Gymnasien wandte, wonach die Aufnahmeprüfung durch ein Gutachten der Grundschullehrer ersetzt werden sollte. Seiner Meinung nach war das Gymnasium "eine weiterhin typische Mittelklasseinstitution" womit er zu den Hauptbeteiligten des Widerstandes im Bayerischen Philologenverband gegen die Abkehr von der "Eliteschule" gehörte.

## Ehrungen
- 1962 Bundesverdienstkreuz[15].

## Belege
1. 1 2  Stadtarchiv Dillingen, 05 Personenstand
2. ↑  Institut Napoléon: Revue de l'Institut Napoléon, Ausgabe 184. 2002, S. 189.
3. ↑  Gabi Galster: Eine Zeitreise durch die Geschichte des FIM. Hrsg.: Fremdspracheninstitut der Landeshauptstadt München. S. 6.
4. ↑  Thies Marsen, Bayerischer Rundfunk (BR): Babylon in Schwabylon 70 Jahre Fremdspracheninstitut München. 25. Oktober 2015, abgerufen am 22. Juli 2019.
5. ↑  Stadtarchiv Dillingen, 06 Schulen
6. ↑  Stipendiaten der Stiftung Maximilianeum seit 1852. Abgerufen am 17. Juni 2021 (deutsch).
7. ↑  Ludwig-Maximilians-Universität München: Personalstand der LMU München. Winter-Halbjahr 1918/19.
8. ↑  https://fim-blog.tumblr.com/ Abgerufen am 22. Juli 2019.
9. ↑  Die Bundesrepublik. Deutschland Staatshandbuch: Teilausgabe Freistaat Bayer. Carl Heymanns, S. 47.
10. 1 2  Gabi Galster: Eine Zeitreise durch die Geschichte des FUM. Hrsg.: Fremdspracheninstitut der Landeshauptstadt München. S. 7.
11. ↑  Gabi Galster: Eine Zeitreise durch die Geschichte des FIM. Hrsg.: Fremdspracheninstitut der Landeshauptstadt München. S. 8.
12. ↑  Eintrag DNB. In: DNB. Abgerufen am 22. Juli 2019.
13. ↑  Online-Ansicht des Findbuchs Nachl. Ludwig Englert. Abgerufen am 24. Juli 2019.
14. ↑  Birgit Brajdic: Nur von besten Eltern: Eine kulturwissenschaftliche Studie über den Wettbewerb um gymnasiale Elite in Bayern. Hrsg.: Herbert Utz Verlag. Carl Heymanns, 2019, ISBN 978-3-8316-4758-3, S. 89–91.
15. ↑  Eintrag DNB. In: DNB. Abgerufen am 22. Juli 2019.

| Personendaten    | Personendaten                                                                                        |
| ---------------- | --- |
| NAME             | Haberl, Luitpold                                                                                     |
| KURZBESCHREIBUNG | deutscher Gründungsdirektor des Münchner Fremdspracheninstituts; Mitglied der Freiheitsaktion Bayern |
| GEBURTSDATUM     | 22. Juni 1898                                                                                        |
| GEBURTSORT       | Dillingen an der Donau                                                                               |
| STERBEDATUM      | 1989                                                                                                 |